# Трон
Вижте пояснителната страница за други значения на Трон.
Тронът е официалният стол, на който седи монархът при специални празненства или заседания. Трон също се използва в израза „наследява трона“ или „взема трона“, под което се има предвид наследяване / вземане на властта.

## Троновете от стари времена
Троновете винаги са били символ на царската власт. В някои култури троновете са използвани в церемониите по коронация или за да се издигне монархът над всички.
Древните елини поставяли празни тронове в своите храмове, за да могат боговете да седнат някъде, когато пожелаят. Най-известният е тронът на бог Аполон в Амиклес.
В Китай тронът на императора бил поставян в центъра на Забранения град, който китайците смятали за център на самия свят. За да се стигне до този трон, се минавало през множество тайни входове и специални проходи, които били построени, за да предизвикват изумление и почуда.
Римляните също имали 2 вида тронове – за императора и за богинята Рома, чийто лик бил поставян в седнало положение на тронове, които се превръщали в място на почит.
За хетите, че троновете били самите богове.

## Троновете и християнството
В християнството троновете са често явление, особено в храмовете и в Библията.

### Троновете в Библията
Думата „трон“ се появява в Библията 176 пъти (множественото чисто „тронове“ се среща само 9 пъти). Бог е описан седнал на трон като крал, което е знак за неговия суверенитет над живота.
В Стария Завет цар Давид и цар Соломон (като представители на Бог на земята) са представени на тронове.
В Новия Завет и в много от евангелията се говори за Исус, седнал на трон. Исус обещава на своите апостоли, че ще седят на 12 трона, съдейки дванадесетте племена от Израел.
Апостол Павел също говори за тронове.
В Средновековието „Тронът на Соломон“ бил асоцииран с Богородица, която била изобразявана като тронът, на който Исус е седял. Слоновата кост в трона на Соломон е интерпретирана като символ за чистота, златото – божественост, а шестте стъпала на трона представяли шестте добродетеля.

### Тронове на духовници
От стари времена епископите на римокатолическа църква и на други църкви, където съществуват епископи, формално седят на тронове, наречен катедра (гръцки: κάθεδρα-място за сядане). Обикновено намираща се в храма, катедрата символизира авторитета на епископа като учител на вяра и като водач на своите ученици.
От името на тази катедра (трона), която може да бъде детайлно украсена и изящна като за принц, идва и името на църквата на епископа – катедрала. Подобно думата базилика идва от гръцкото basilikos – кралски, царски.
Някои други прелати също имат позволение да използват тронове. Например абатите. Абатските тронове обаче са много по-бедно украсени от тези на епископите.
Като знак за по-висок пост, римокатолически епископи, и тези с по-висок ранг на прелати, си слагат балдахин над троновете при определени духовни събития. Цветът на балдахина трябва да отговаря на цвета на дрехата на свещеника.
В православната църква тронът на епископа често се смесва с определени отличителни черти на троновете на монарха, някои наследени от Византийския съд, както например двойка лъвове, седящи, там където се слагат краката.
Терминът „трон“ често се използва и при патриарсите като се говори за техния авторитет като висши духовници.

### Папски тронове
В Римската католическа църква папата е избиран монарх и като глава на църквата, и като глава на Ватикана. До днешен ден папата поддържа своя дипломатически статус, а папските делегации се изпращат на мисии из целия свят.
Тронът, на който папата седи като епископ на Рим, се намира в базиликата Св. Йоан. Тронът, на който той седи като папа, е в базиликата Св. Петър във Ватикана. Над този трон се намира един стол, на който се вярва, че е седял св. Петър – първият папа.
В миналото папата също е бил носен на подвижен трон при специални случаи.
След 1978 г. на конклава за нов папа всеки кардинал сяда на трон в Капелата. Всеки трон има балдахин над него. При успешен избор се избира и името на новия папа, кардиналите свалят своите балдахини по-надолу като остава само този на новоизбрания папа.

## Троновете през феодализма
По време на феодализма в Европа, в много страни монарсите често седели на тронове, създадени по римския стол на магистъра. Тези тронове били сравнително прости, особено сравнени с тези в Азия. Един от най-известните и важни тронове е Тронът на Шарлеман в „Императорската катедрала“ (на немски: Kaiserdom) в Аахен, където били короновани 30 немски крале и няколко императора на Римската империя.
По византийско време, императорите използвали много по-усложнени тронове, често пазени от каменни лъвове. Императорът често е бил обгърнат в няколко копринени завеси, висящи надолу. При посещение на по-важен чужденец, тези завеси се вдигали. Когато някой се приближавал до трона, механичните лъвове издавали силни ревове и се свирело на орган. При достигане до трона посетителят бил принуден да падне ничком и да наведе глава до земята, а тронът се издигал във въздуха, така че когато посетителят вдигнел глава, да бъде удивен.
Средновековните руски царе също използвали тронове. Най-известният московски трон е този на Иван Грозний. Датиращ от средата на XVI век, той е оформен като стол с голяма облегалка, с подлакътници и украсен със слонова кост, на която са изобразени сцени от митологията и живота. Има и сцени от живота на цар Давид, защото цар Давид е смятан за идеал за монарх.
По време на Руската империя, тронът в залата Свети Георги в Зимния палат, бил смятан за трон на Русия. Той е разположен на място, до което се стига чрез седем стъпала. Стаята на Петър I е скромна в сравнение с нейния създател. Тронът там е направен за императрица Анна Ивановна.

## Тронът в днешно време
В някои днешни страни, които продължават да са монархии, троновете все още се използват и са важен символ с церемониално значение. Въпреки това много днешни монарси се отказват от използването на подобни символи като корона, трон и коронация.
Сред най-известните тронове в света, продължава да се използва Тронът на св. Едуард, на когото монархът на Великобритания се коронова.
Някои републики използват характерни столове, приличащи на тронове, на дадени церемонии. Президентът на САЩ седи на подобен стол с бяла на цвят облегалка. Това става най-вече, когато той е в Белия дом и се среща с някого пред видеокамера (посетителят седи на подобен стол).
- Тронове на императори и царе
- Тронът на крал Едуард, Уестминсърското Абатство
- Тронът на баварския крал в Мюнхен
- Тронът на Наполеон
- Тронът на императора на Бразилия Педро I
- Тронове на монарсите на Холандия в Riddersaal (залата на рицарите)
- Тронове на краля и кралицата на Испания

- Папски тронове
- Папски трон в базиликата Ди Сан Джовани, Рим
- Папски трон в същата базилика
- Тронът на папа Пий II